# اپرا جت
اپرا جت (به انگلیسی: Opera Jet) یک شرکت هواپیمایی است که در تاریخ ۲۰۰۷ میلادی تأسیس شده است. دفتر مرکزی اپرا جت در براتیسلاوا، اسلواکی واقع شده‌است و قطب این شرکت هواپیمایی در فرودگاه‌ام. آر. استفانیک قرار دارد.